# Nadogo F.C.
Nadogo F.C. là một câu lạc bộ bóng đá Fiji thi đấu ở giải hạng nhì của Hiệp hội bóng đá Fiji. Đội bóng đến từ Wainikoro, nằm ở đảo Vanua Levu.
Trang phục của đội bóng là áo xanh oliu.

## Tiểu sử
- M. Prasad, Sixty Years of Soccer in Fiji 1938 – 1998: The Official History of the Fiji Football Association, Fiji Football Association, Suva, 1998.